# Greeley (Kolorado)
Greeley – miasto (city), ośrodek administracyjny hrabstwa Weld, w północnej części stanu Kolorado, w Stanach Zjednoczonych. Według spisu w 2020 roku liczy 108,8 tys. mieszkańców i jest dziesiątym co do wielkości miastem Kolorado. Miasto zamieszkuje coraz większa populacja Latynosów (38,6% w 2020 roku).
Początki miejscowości sięgają 1870 roku, gdy z inicjatywy redaktora New York Tribune, Nathana Meekera, założona została tutaj społeczność rolnicza nazwana Union Colony. Z czasem nazwa osady została zmieniona na upamiętniającą dziennikarza i polityka Horace'a Greeleya. Greeley uzyskało prawa miejskie w 1886 roku.
Rolnictwo pozostaje ważną gałęzią lokalnej gospodarki, na jego bazie rozwinął się przemysł spożywczy. W okolicy prowadzone jest wydobycie ropy naftowej, gazu ziemnego i węgla.
W mieście swoją siedzibę mają uczelnie University of Northern Colorado (zał. 1889) oraz Aims Community College (1967).